# Ma Ying (softballistka)
Ma Ying (chiń. 馬英; pinyin Mǎ Yīng; ur. 10 kwietnia 1972 w Qiqihar) – chińska softballistka występująca na pozycji miotaczki, medalistka olimpijska.
Uczestniczka Letnich Igrzysk Olimpijskich 1996, podczas których osiągnęła srebrny medal w zawodach drużynowych (wystąpiła w dwóch spotkaniach). Zdobyła złoty medal Igrzysk Azjatyckich 1994.